# Central nuclear de Zwentendorf
La Central nuclear de Zwentendorf  (en alemán: Kernkraftwerk Zwentendorf) fue la primera central nuclear construida en Austria, de 6 plantas nucleares previstas inicialmente. La planta de Zwentendorf fue terminada, pero nunca llegó a funcionar. La Puesta en marcha de la planta de Zwentendorf, así como la construcción de las otras 5 plantas, fue impedida por un referéndum el 5 de noviembre de 1978. Una estrecha mayoría del 50,47% votó en contra de la puesta en marcha. La construcción de la planta comenzó en abril de 1972, como un reactor de agua en ebullición nominal de 692 megavatios de producción de energía eléctrica. Tras el referéndum de 1978, ninguna planta de energía nuclear  se construyó con el fin de producir electricidad y por tanto nunca se puso en funcionamiento en Austria. Sin embargo, tres pequeños reactores nucleares con fines científicos se han construido y utilizado desde la década de 1960, con una todavía en funcionamiento. 